# Ema Rabanová
Ema Rabanová, rozená Pollandová (26. dubna 1893 Královské Vinohrady – 19. září 1980 Praha) byla česká nevidomá hudební pedagožka, houslistka a redaktorka. Byla široce veřejně činná, mj. spolu s Karlem Emanuelem Macanem připravovala magazín Zora a stala se tak patrně první českou nevidomou novinářkou.

## Životopis
Rodiče Emy Rabanové byli Gottfried Polland (1856–1929), kupec a Emma Pollandová, rozená Angerlová (1870), svatbu měli 8. listopadu 1887 v Litoměřicích. Měla dva sourozence RNDr. MUDr. Bohumíra Pollanda (1891–1967) a Ludmilu Pollandovou (1894–1911).
V útlém věku přišla Rabanová o zrak, vychodila Hradčanský ústav pro slepé děti, kde se věnovala hře na klavír a housle, z obou nástrojů složila později státní zkoušky. Byla jednou z prvních nevidomých učitelek hudby, příležitostně koncertovala jako houslistka. Roku 1925 se stala redaktorkou časopisu Zora pro slabozraké a nevidomé, vedla přílohu Nevidomá hospodyně (50 let). Od roku 1929 pak další přílohu notovou (hudebně-teoretickou).
Byla činná ve slepeckých organizacích: Společnost slepeckého musea (místopředsedkyně), Spolek nevidomých intelektuálů Macan (zapisovatelka), Československý slepecký tisk, Podpůrný spolek samostatných slepců (předsedkyně Ženského odboru), Spolek českých nevidomých esperantistů (místopředsedkyně).
Přispívala do časopisů Obzor, Úchylná mládež. V Praze XII, bydlela na adrese Italská 7/Divišova 12 (r. 1939).

## Dílo

### Knihy
- Praktická kuchařka pro nevidomé – spoluautor Václav Raban
- Vaříme dietně a účelně pro nemocné – spoluautor Václav Raban

### Články
- Čím jest hudba slepcům. Obzor [měsíčník věnovaný péči o slepé] leden 1918, č. 4
- Slepecké školství. Úchylná mládež – časopis pro výzkum a výchovu mládeže slabomyslné, hluchoněmé, slepé, mravně vadné a zmrzačelé, 1929, č. 1–2, s. 14–21
- Třicet let českého slepeckého tisku. Svět nevidomých, 1947, č. 3, s. 9

### Koncerty
- Slepí chovanci hradčanského vychovávacího ústavu: Polonaise – klavírní doprovod Hans Sitt; dvorana na Strahově, 9. 3. 1913
- Slepí chovanci hradčanského vychovávacího ústavu – dvorana na Strahově, červen 1914